# Samsung Galaxy S5 Mini
Samsung Galaxy S5 Mini là một smartphone Android được phát triển bởi Samsung Electronics. Nó được công bố vào tháng 5 năm 2014 và phát hành vào ngày 1 tháng 7 năm 2014. S5 Mini là phiên bản tầm trung của chiếc điện thoại thông minh chủ lực Galaxy S5 và là thiết bị kế nhiệm của Galaxy S4 Mini. Nó cạnh tranh trực tiếp với HTC One Mini 2 và Sony Xperia Z1 Compact. Nó có thiết kế và tính năng phần mềm tương tự như phiên bản Galaxy S5 cao cấp.